# Shawn Dingilius-Wallace
Shawn Dingilius-Wallace   (Koror, 26 de juliol de 1994) és un nedador palauà.
Als Jocs Olímpics d'Estiu de 2016 va representar el seu país en la prova masculina de 50 metres lliures, en la qual es va classificar en la 72a posició. Malgrat fer un registre de 26,78 segons, el rècord nacional d'aquell moment, no va poder passar a semifinals. Anteriorment va assolir els rècords nacionals de Palau en la categoria masculina dels 100 metres lliures, els 100 metres esquena i els 50 i 100 metres papallona.
El 2019 va competir en les categories masculines dels 50 metres lliures i 50 metres papallona del Campionat del Món de natació de 2019, celebrat a Gwangju, Corea del Sud. En cap d'elles va aconseguir passar a semifinals si bé en l'estil lliure va obtenir el 118è lloc de 130 participants amb un temps de 27,45 segons i en l'estil papallona el 87è lloc de 94 participants amb un temps de 30,39 segons.
Als Jocs Olímpics d'Estiu de 2020, celebrats un any més tard per la pandèmia de COVID-19 a Tòquio, va disputar els 50 metres lliures masculins. En aquella ocasió olímpica, va córrer la 2a sèrie preliminar, quedant en 4a posició amb un temps de 27,46 segons. No obstant això, només passaven a semifinals els tres millors de cada sèrie i la marca fixada suposava la 67a posició d'un total de 74 participants.